# Клада на суетата
 Тази статия е за феномена.  За филма вижте Клада на суетата (филм).  
Кладата на суетата е публичното изгаряне на светски книги (на Декамерон, Овидий и т.н.), музикални инструменти, карти за игра и зарове, парфюмерия и козметични продукти, луксозни дрехи,огледала,картини... конфискувани от гражданите на Флоренция, по инициатива на религиозния реформатор Джироламо Савонарола.
Най-пищната церемония от този вид се провежда на Сирни заговезни или на Мазния вторник както е известен християнския празник в католицизма на градския площад на 7 февруари 1497 г. Според легендата, на церемонията художникът Сандро Ботичели сам хвърля в огъня някои от най-добрите си картини на митологични теми.